# Analytika učení
Analytika učení je výzkumná oblast, která se zaměřuje na využití kvantitativních metod při výzkumu učení ve virtuálním prostředí, i mimo něj . Pomocí měření, sběru dat a jejich analýzy se analytika učení snaží pochopit a optimalizovat proces učení a prostředí, ve kterém se takové učení vyskytuje .

## Historie analytiky učení
Analytika učení je poměrně nová výzkumná oblast pedagogického výzkumu. V letech 2008 a 2009 se začínala vyčleňovat analytika učení z jiné výzkumné oblasti, a to z data miningu ve vzdělávání . V roce 2010 pak Siemens publikoval na svém blogu jeho definici analytiky učení, což byla zřejmě první definice analytiky učení vůbec. Tato definice byla později upravena a v roce 2011 byla použita na první mezinárodní konferenci zaměřené jen na analytiku učení - 1st International Conference on Learning Analytics and Knowledge . 
Analytika učení je měření, sběr, analýza a hlášení dat o žácích a jejich kontextech za účelem porozumění a optimalizace učení a prostředí, ve kterém k němu dochází.
1st International Conference on Learning Analytics and Knowledge 2011

### Předchůdci analytiky učení
Pojem analytiky učení lze velmi těžko vymezit, jelikož začal být v průběhu posledních let znám v kontextu mnoha různých oblastech. Pro úplné pochopení je vhodné stručně popsat i několik oborů, které významně přispěly k rozvoji analytiky učení:

#### Citační analýza
Citační analýza je metoda, která porovnává vztahy mezi dokumenty a autory pomocí citací a odkazů. Prostřednictvím citační analýzy mohou vědci sledovat, jak je jejich výzkum šířen a validován . Jedním z prvních průkopníků citační analýzy je Eugene Garfield (1955) .

#### Webová analytika
Webová analytika sbírá, měří, sleduje a vyhodnocuje data na internetu za účelem porozumění a optimalizace webu. Tato analytika je využívána nejrůznějšími firmami ke sledování návštěvnosti jejich stránek nebo i ke sledování pohybu potenciálních zákazníků na těchto stránkách, což mohou firmy využít k optimalizaci webů a následně k získání větších zisků z projede, reklam apod.

#### Akademická analytika
Akademická analytika je někdy nesprávně označována jako analytika učení, ale akademická analytika se s pomocí podnikové analytiky více zabývá zlepšováním organizačních procesů v akademickém sektoru, jako je například personální management a alokace zdrojů, nebo také zlepšováním efektivity na univerzitě .

#### Data mining
Data mining nebo také dolování dat se zabývá přeměňováním hrubých dat v užitečné informace pomocí softwarů, které hledají a analyzují velké bloky informací s cílem shromáždit smysluplné vzorce a trendy. Odnoží této oblasti je data mining ve vzdělávání, který rozvíjí metody data miningu a přenáší je na data získaná ze vzdělávacího prostředí . Data mining se také pokládá jako nejdůležitější inspirační zdroj pro vznik analytiky učení .

## Úrovně analytiky učení
Analytika učení pokrývá širokou škálu analytik, které jsou definovány jako makro-, mezo- a mikroúrovně:

#### Mikroúroveň
Mikroúroveň se zaměřuje na sledování a interpretaci dat na úrovni procesu pro jednotlivé studenty (a potažmo i pro skupiny). Na mikroúrovni jde o sběr a analýzu dat, které za sebou nechávají uživatelé při využívání různých služeb. Tyto data jsou svým způsobem nejosobnější, protože (v závislosti na platformách) mohou zveřejňovat například online aktivitu po kliknutí, fyzickou aktivitu, jako je geolokace, výpůjčky knihoven, nákupy, a nebo i údaje na sociálních sítích. V rámci analytiky ve vzdělávání jde pak o záznamy vzdělávacích systémů, a v rámci nich pak jde o známky, absolvované předměty, pohyb studenta v online výukovém prostředí, zobrazené studijní materiály, čas strávený nad učivem nebo cvičením apod. Výsledky této analytiky na mikroúrovni jsou užitečné zvláště pro učitele, kteří prostřednictvím ní mohou zlepšit výuku, ale jsou přínosné i pro samotné studenty, kteří mohou například reflektovat vlastní učení.

#### Mezoúroveň
Mezoúroveň odpovídá úrovni vzdělávacích institucí. Hlavním úkolem analytiky učení na této úrovni je optimalizovat administrativní a organizační procesy v rámci vzdělávací instituce. Data pocházejí z různých systémů, které daná instituce využívá, ať už ekonomických, správních, nebo manažerských. V rámci univerzit jsou využívány hlavně systémy, které hromadí data o výzkumné a publikační činnosti. Výsledky mohou být prospěšné pro administrativu, management a vedení vzdělávací instituce, ale též pro investory či donátory.

#### Makroúroveň
Makroúroveň je úrovní regionální, státní, národní, či mezinárodní. Analytika učení zde může být užitečná pro různé vzdělávací instituce, regionální a státní školské orgány, národní vlády či mezinárodní organizace.

## Proces analytiky učení
Cyklus analytiky učení podle Juhaňáka:

#### 1. Sběr a zpracování dat
Sbírají se různá data, která jsou dostupná od vzdělávacích institucí (např. vzdělávací výsledky, chování, demografická data), důležitou roli zde ale hraje i čištění dat.

#### 2. Analýza a vizualizace
Jsou využívány různé metody (např. klastrování, analýza sociálních sítí, obsahová analýza), ale hlavním cílem je objevení užitečných informací a jejich prezentace zúčastněným stranám.

#### 3. Akce
Může být v podobě oznámení, upozornění nebo varování. Student může být například upozorněn, že je v porovnání s ostatními spolužáky pozadu.

#### 4. Reflexe a revize
Zde probíhá zhodnocení provedené akce a zároveň plánování dalšího cyklu.

## Směry výzkumů analytiky učení
Pro doplnění jsou zde některé ze směrů, kterými se analytika učení ubírá:

##### Predikce neúspěchu
Tento směr se snaží identifikovat (odhadnout) neúspěšné, neboli rizikové studenty co možná nejdříve v průběhu studia nebo kurzu. Výsledky těchto odhadů jsou pak dále předávány učiteli, který může danou situaci řešit.

##### Sociální analytika učení
Směr výzkumů zabývající se sociální analytikou učení považuje učení jako sociální proces, a proto nemůže být učení pochopeno (a následně ani optimalizováno), pokud se nebude brát ohled na různé aspekty socializace jako například interakce a spolupráce. Využívat se k tomu může například analytika sociálních sítí.

##### Etika analytiky učení
Stejně jako v jiných oblastech, i v rámci analytiky učení jsou řešeny etické problémy. Řeší se například otázky: Kdo rozhoduje o tom, která data jsou důležitá k protokolování, jak jsou data „vyčištěna“ pro agregaci s jinými datovými sadami a zda jsou tyto datové sady kompatibilní? Kdo rozhoduje o tom, jak jsou data vizualizována? Měli by studenti vidět analytiku o sobě nebo svých spolužácích? Jsou učitelé dostatečně kvalifikovaní na to, aby mohli na základě výsledků analytiky učení zlepšit výuku? Lze data adekvátně anonymizovat? 